# Sprokkelen

Foto van houtsprokkelende vrouw die werd getoond op de Nationale Tentoonstelling van Vrouwenarbeid 1898

Sprokkelen is het verzamelen van afgevallen takken en ander afvalhout in bos en veld. Sprokkelhout werd vooral gebruikt als brandhout en werd vroeger ook op de markt verkocht. Het sprokkelvrouwtje is tot een icoon van armoede geworden.
Vooral tijdens het ancien régime was het sprokkelen streng gereglementeerd. Ook arme mensen kregen geen kans om op de landgoederen hout bijeen te garen, want dit viel onder het exclusieve recht van de heer of grondbezitter. De straffen die op sprokkelen stonden waren soms barbaars.
Ook tegenwoordig wordt sprokkelen zonder toestemming als een misdrijf gezien en wel als een vorm van stroperij. Artikel 314 van het Nederlandse Wetboek van Strafrecht luidt letterlijk:
Hij die, zonder geweld of bedreiging met geweld tegen personen, geheel of ten dele aan een ander toebehorende klei, bagger, ongesneden veen, zand, aarde, grind, puin, mestspeciën, zoden, plaggen, heide, helm, wier, riet, biezen, mos, onbewerkt en niet vervoerd hak- of sprokkelhout, ongeplukte of afgevallen boomvruchten of bladeren, te veld staand gras of te veld staande of na de oogst achtergebleven veldvruchten wegneemt, met het oogmerk om zich die voorwerpen wederrechtelijk toe te eigenen, wordt, als schuldig aan stroperij, gestraft met gevangenisstraf van ten hoogste een maand of geldboete van de tweede categorie.
Aangenomen mag echter worden dat deze strenge regel tegenwoordig vooral dient om grootschalige ingrepen met een commercieel doel te bestrijden. In toenemende mate speelt hierbij een rol dat men ecosystemen moet beschermen. Dood en rottend hout in een bos heeft namelijk ook een ecologische functie: het vormt een belangrijke leefomgeving voor diverse planten- en diersoorten, zoals schimmels, paddestoelen, bepaalde insecten, spinnen, pissebedden ed. Dood hout bevat veel voedingsstoffen zoals koolstof en mineralen, die bij het rottingsproces in de bodem worden opgenomen en door nieuwe planten kunnen worden gebruikt. Zie ook compost en humus.

## In Vlaanderen
In Vlaanderen is de situatie in zoverre anders dan in Nederland dat veel bos daar privébezit is en landeigenaren in hun eigen bos naar believen mogen sprokkelen. In openbare bossen is sprokkelen verboden vanwege de ecologische functie van dood hout, maar een beheerder kan het toelaten door middel van een toegankelijkheidsregeling.

## Wetenswaardigheden
- Het woord sprokkelen wordt in overdrachtelijke zin gebruikt voor bijeengaren in het algemeen.
- Het gezegde: Niet alle hout is sprokkelhout refereert aan de lage kwaliteit die sprokkelhout heeft.
- In Engeland werden sprokkelvrouwtjes faggots genoemd. Dit woord was afgeleid van het Oudfranse fagot en het Latijnse fasces, wat takkenbos of roedenbundel betekent (zie ook fagot, fasces, fascisme). Homoseksuelen werden na verloop van tijd ook als faggot en fag aangeduid, waarschijnlijk omdat ze als 'verwijfd' werden gezien en sprokkelen typisch vrouwenwerk was.